# Jan Frederick
Jan Frederick, auch bekannt unter seinem Pseudonym Jan AG, ist ein belgischer Grindcore-Musiker, der vor allem als Sänger von Agathocles bekannt wurde. Er ist außerdem noch als Janfrederickx, J-Fag und Jan AGx aktiv.

## Biografie
Jan Frederick gründete 1985 Agathocles und ist nach diversen Line-up-Wechseln das einzig verbliebene Gründungsmitglied der belgischen Grindcore-Band. Von 1985 bis 1987 war er an der Death-Metal-Band Hellsaw beteiligt, die drei Demos veröffentlichte. 
Neben Agathocles ist er außerdem mit seinem Soloprojekt Jan AG (das AG steht für „Agathocles“) aktiv, das stilistisch dem Cybergrind zuzuordnen ist und diverse Split-Veröffentlichungen veröffentlicht hat. Er ist außerdem am Agathocles-Sideprojekt Fahrenheit AGX (politischer Old-School-Hardcore und Thrash Metal) beteiligt.

## Diskografie

### Mit Agathocles
- siehe Agathocles#Diskografie (Auszug)

### Als Jan AG
- 2002: Split-Tape mit Obbrobrio feat. Joseph C (La Fiera Dell'Odio)
- 2002: Fuck the Facts vs. Jan AG (Split-CD-r, Symbolic Production)
- 2002: Split-7’’ mit Lymphatic Phlegm (2+2=5 Records)
- 2002: Rollercoaster (Split-7’’ mit Agathocles)
- 2003: Split-Tape mit Fuck the Facts (N:C:U)
- 2003: Destination Death (Split-CD mit Antigama, Dywizja KOT)
- 2003: Split-CD mit Tekken (Wee Wee, ¡ZAS! Autoproduzioni)
- 2006: Split-10’’ mit ]licht-ung[ (licht-ung)
- 2007: Split-CD-r mit Spike Pile Driver (Asberg 8 Records)

### Weitere Veröffentlichungen
- 2000: Jan AG and the Gajna: Split–7’’ mit Agathocles
- 2003: Ulcerrhoea: Line and Raw (CD, Rescued from Life Records, Gastgesang bei 9 Liedern)
- 2005: Agathocles/Fahrenheit AGX: Belgian Campaign for Musical Destruction (Split-CD-r, Ozz Music, Cult of Vinyl)
- 2006: Agathocles/Fahrenheit AGX: Twisting History/Seeds of Cruelty (Split-7’’)